# Schloss Hof (Cham)

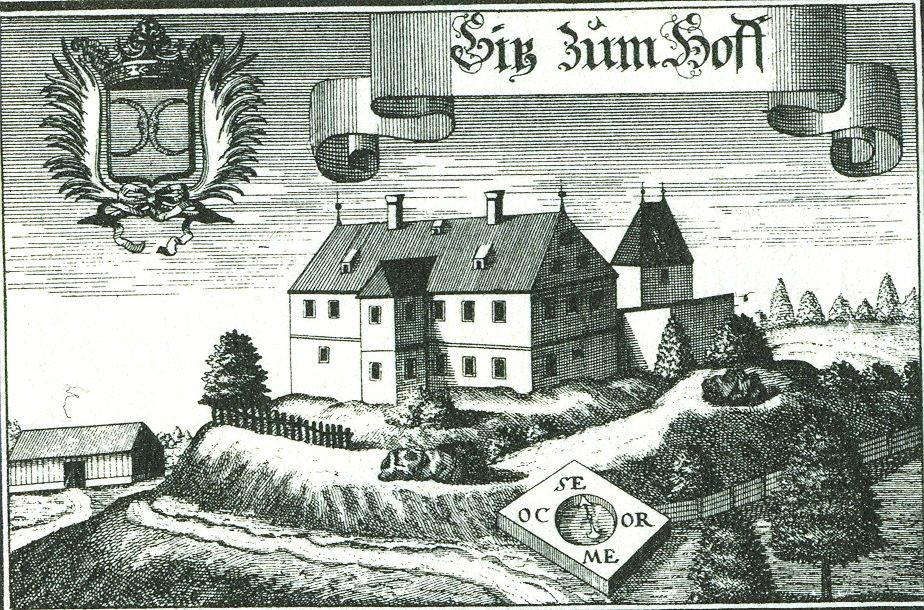
Schloss Hof nach einem Stich von Michael Wening von 1721

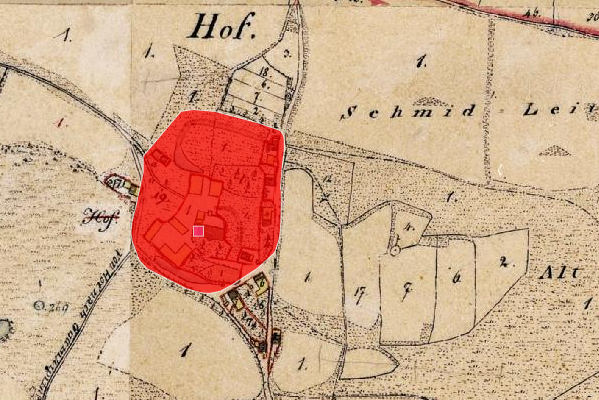
Lageplan von Schloss Hof (Cham) auf dem Urkataster von Bayern

Das abgegangene Schloss Hof befand sich in dem gleichnamigen Ortsteil der Oberpfälzer Gemeinde Cham im Landkreis Cham von Bayern (Hof 50). Die Anlage wird als Bodendenkmal unter der Aktennummer D-3-6742-0133 im Bayernatlas als „archäologische Befunde im Bereich des ehem. Schlosses von Hof, zuvor mittelalterliche Burg“ geführt. Die Schlossreste sind unter der Aktennummer D-3-72-116-96 als denkmalgeschütztes Baudenkmal von Hof verzeichnet.

## Geschichte
Zwar taucht 1419 ein Wigoleis vom Hof in der Landtafel auf, doch es ist unsicher, ob sich dieser auf dieses Anwesen bezieht. Erst mit dem ausgehenden 15. Jahrhundert liegen sichere Nachrichten vor. Nach den Lehensreversen ist Hof ein kurpfälzisches Lehen. Die Präckendorfer sind zu dieser Zeit mit dem Burglehen betraut. 1548 stellt Christoph Püdensdorfer dem Kurfürsten Friedrich einen Revers für das von den Präckendorfern gekaufte Lehen aus, allerdings sind die Püdensdorfer bereits 1543 hier als Inhaber eingetragen.
1676 belehnt Kurfürst Ferdinand Maria den Landshuter Regierungsrat Korbinian Wolfgang Gerbel mit dem Lehen Hof, wobei betont wird, dass Hof zu Cham lehenbar ist. Zudem wandelt der Kurfürst das bisherige Mannlehen in ein Mann- und Weiberritterlehen um. Laut dem Lehensbrief von 1715 wird den Erben des Gerbel gestattet, das Lehen Hof an Johann Franz Sinzl zu veräußern. Allerdings kann erst 1727 das Lehen an den Sinzl übertragen werden. Am 20. März 1827 bekommen die drei Brüder von König Ludwig die „Belehnungsurkunde für den königlichen Vasallen Andreas von Moro“ für die Hofmark Hof. Franz Andreas von Moro, Gutsbesitzer zu Kager und als „Lehensträger“ die übrigen Geschwister Ignaz von Moro, „Damenstiftsbeamter zu Sct.Veit“ München und Johann Peter Joseph von Moro, königlich bayerischer Hauptmann. Ignatz und Andreas von Moro wurden in Hof geboren und in Cham getauft. Ihre Mutter war Sabrina Sinzl, die mit dem Vater der Gebrüder von Moro, Heinrich von Moro – 'Edler aus Venedig' und bayerischer Hauptmann, verheiratet war. Andreas von Moro stirbt am 25. November 1829; dadurch waren nur noch seine beiden Brüder Ignatz von Moro und Peter von Moro Lehensnehmer. Nur diesen beiden wurde 1830 gestattet ein Patrimonialgericht II. Klasse einzurichten, nachdem dieses für seinen nichtadeligen Vorgänger, Adalbert Sinzl, nicht gestattet war. Ignatz von Moro stirbt am 28. Februar 1847. Peter von Moro hatte sich 1841 ein Anwesen in Cham gekauft. Lehen und Gerichtsbarkeit wurden in Bayern am 4. und 13. Juni 1848 beendet und abgelöst. „Als auf dem Heimfalle bestehend zu betrachten sind jene Lehen, welche nur noch auf vier Augen stehen, wenn Besitzer und beziehungsweise Anwärter das fünfzigste Lebensjahr erreicht haben.“ So erfolgte dann 1850 die „Grundrentenüberweisung des Johannes Nepomuk von Moro, Sohn des Ignatz von Moro, zu Hof an die Ablösekasse des Staates.“

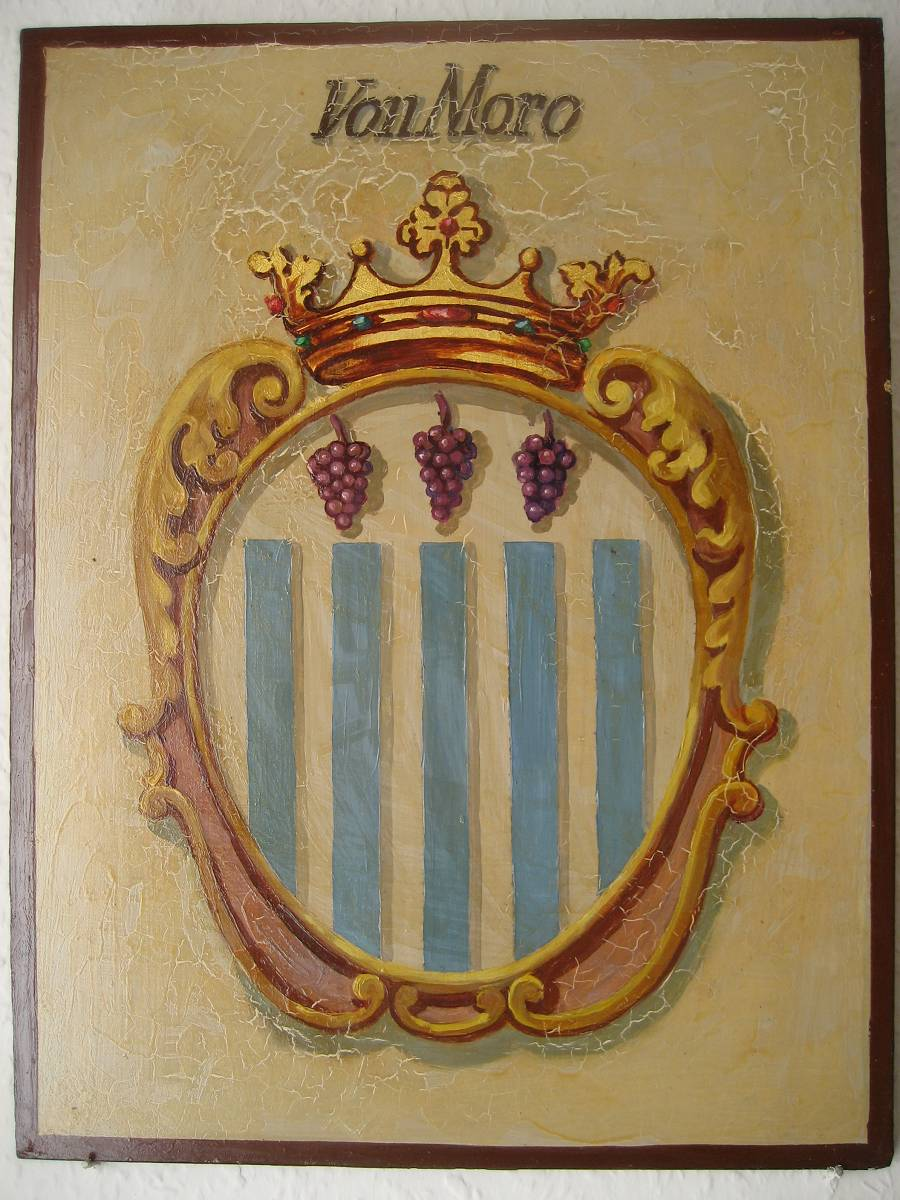
Wappen der von Moro, Bayerischer Adel ab 1815

## Schloss Hof einst und jetzt
Nach dem Stich von Michael Wening war Hof ein zweigeschossiges, auf einem Hügel liegendes Bauwerk mit einem Satteldach. An der Nordseite war ein Vorbau angebracht. Südlich ist ein vermutlich ebenfalls zweigeschossiger Turm zu erkennen, der mit einem Verbindungsbau mit dem Herrenhaus verbunden ist. Das Schloss weist keine besondere Wehrhaftigkeit auf und ist nur teilweise von einem Holz- bzw. Palisadenzaun umringt.
Erhalten blieben die denkmalgeschützten Kellergewölbe des ehemaligen Schlossbaus. Diese Segmentbogentonnen sind aus Granitbruchsteinen gefertigt und verputzt. Schalbrettabdrücke sind noch erhalten. Diese Teile stammen aus dem 14. bis 15. Jahrhundert.